# 안정식
안정식(1971년 ~)은 대한민국의 SBS의 북한전문기자다.

## 학력
- 경남대학교 북학대학원 박사
- 서울대학교 정치학 석사
- 서울대학교 경제학 학사
- 군산동고등학교

## 경력
- 1995년 11월 : SBS 입사
- 2006년 2월 : SBS 정치부 기자
- SBS 보고본부 정치부 북한전문기자
- 2018년 1월 1일 : SBS 보도본부 정치부 부장
- SBS 보도본부 통일외교팀장 겸 부장급 북한전문기자
- SBS 보도본부 부국장급 북한전문기자

## 수상
- 2021년 제14회 통일문화대상

|  |  |  |